# Erotische film
Een erotische film is meestal een film met een erotische kwaliteit die seksuele gevoelens oproept. Het kan ook gaan om een filosofische beschouwing over de esthetiek van seksueel verlangen, sensualiteit en romantische liefde.
Liefdesscènes, al dan niet erotisch, zijn reeds sinds het stille tijdperk van de cinematografie in films aanwezig. Seksscènes zijn als element aanwezig in vele filmgenres, hoewel het binnen sommige daarvan een zeldzaam verschijnsel is.